# Sarah Polk

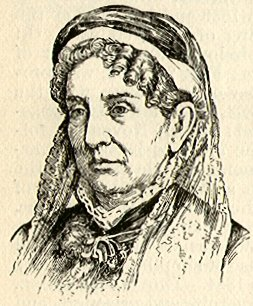
Polk w późniejszych latach

Sarah Childress Polk (ur. 4 września 1803 w Murfreesboro, zm. 14 sierpnia 1891 w Nashville) – żona 11. prezydenta Stanów Zjednoczonych Ameryki Jamesa Polka i pierwsza dama USA w okresie od 4 marca 1845 do 3 marca 1849.

## Życiorys
Sarah Childress urodziła się 4 września 1803 roku w Murfreesboro, jako córka farmera, kapitana Joela Childressa. Podstawową edukację odebrała w szkole położonej poza rodzinnym miastem, a w wieku 12 lat została wysłana na nauki do Nashville. Następnie podjęła naukę w żeńskiej szkole Moravian Female Academy w Salem, prowadzonej przez zakonnice morawskie. Nie zdążyła ukończyć studiów, gdyż w 1819 roku zmarł jej ojciec.
Po powrocie do domu Sarah pomagała matce wypełniać codzienne obowiązki i w tym czasie poznała ówczesnego senatora stanowego Tennessee, Jamesa Polka. Pobrali się na początku 1824 roku i zamieszkali w Columbii. W 1825 roku James został członkiem Izby Reprezentantów, w której zasiadał przez 14 lat. Przez cały ten czas Sarah aktywnie wspierała męża w działalności politycznej i towarzyszyła mu w podróżach. Oboje przenieśli się także na stałe do Waszyngtonu.
W 1845 roku James Polk objął urząd prezydenta USA, a Sarah została pierwszą damą. Wkrótce po zaprzysiężeniu męża, wprowadziła zmiany w Białym Domu. Zakazano m.in. tańców, gry w karty i ograniczono podawanie alkoholu na przyjęciach. Zakazała także wszelkich oficjalnych i nieoficjalnych wizyt w niedzielę. Wprowadziła zwyczaj uroczystego obiadu z okazji Dnia Dziękczynienia. Była pierwszą żoną prezydenta, która pełniła także oficjalnie funkcję jego sekretarki. Dokonywała przeglądów prasy, nadzorowała plan dnia, a także prowadziła dokumentację.
Gdy zbliżał się czas zakończenia prezydentury, Sarah nalegała by James Polk nie ubiegał się o reelekcję. Prezydent zdecydował się posłuchać żony i wiosną 1849 oboje opuścili Biały Dom. Polk zmarł trzy miesiące po powrocie do rodzinnego Nashville, 15 czerwca 1849 roku.
Przez resztę życia Sarah Polk mieszkała w Nashville i oddawała się głównie praktykom religijnym. Pod koniec życia, znalazła się w trudnej sytuacji finansowej i z tego powodu otrzymała od Kongresu rentę w wysokości pięciu tysięcy dolarów. Zmarła 14 sierpnia 1891 roku.

## Życie prywatne
Sarah Childress poślubiła Jamesa Polka 1 stycznia 1824 roku. Para była bezdzietna, jednak Sarah wychowywała swoją krewną – sierotę. Należała do Kościoła prezbiteriańskiego.